# Festival du cinéma grec 1972
Le Festival du cinéma grec de 1972 est la 13e édition du Festival international du film de Thessalonique. Il se tient du 25 septembre au 1er octobre 1972.
Le festival fut l'occasion pour le public jeune et étudiant d'exprimer son opinion à propos de la dictature des colonels. Au palmarès, les deux films qui triomphent sont considérés comme des films critiquant le régime.

## Palmarès
- Les Fiançailles d'Anna : meilleur film, meilleur premier film, meilleure actrice, meilleure actrice dans un second rôle et meilleur acteur dans un second rôle
- Jours de 36 : meilleur réalisateur et meilleure image
- Prends ton fusil, Thanassis : meilleur acteur et mention spéciale pour le décor
- Oui, mais... : meilleur scénario, mention spéciale pour le montage
- Hippocrate et la démocratie : mention spéciale pour le décor
- Lysistrata : meilleure direction artistique
- Boum Taratsoum : mention spéciale pour le décor